# Repose-toi sur moi
Repose-toi sur moi est un roman de Serge Joncour paru le 17 août 2016 aux éditions Flammarion et ayant reçu le prix Interallié la même année.

## Édition
- Éditions Flammarion, 2016,  (ISBN 978-2081306639)